# Bengt Kafle
För andra betydelser, se Bengt Kafle (olika betydelser).
Bengt Kafle, död 8 maj 1636, var en svensk landshövding i Jönköpings och Kronobergs län och ståthållare. 
Bengt Kafle blev fänrik vid Västgöta adelsfana 1610 och samma år ryttmästare för en fana av Västgöta ryttare, med vilken han deltog i ryska kriget. 1617 blev han överstelöjtnant vid Nils Stiernskölds västgötska infanteriregemente och vice ståthållare i Jönköping, 1619 ståthållare där och överste för det östgötska landsregementet. 1624 blev Kafle ståthållare på Kalmar slott, 1627 drottning Maria Eleonoras hovmästare, samt 1631 ståthållare på Nyköpings slott. 1633 var han åter ståthållare på Kalmar slott och blev 1634 landshövding i Kronobergs o Jönköpings län.